# Internationale Tennismeisterschaften von Deutschland 1968
Die 62. Internationalen Tennismeisterschaften von Deutschland fanden vom 5. August bis zum 13. August 1968 auf dem Rothenbaum in Hamburg statt.
Sie wurden zum ersten Mal als ein für Berufsspieler  „offenes“ Turnier ausgetragen. Dies betraf zunächst nur die Herren, für die es zum ersten Mal offiziell ausgeschriebene Preisgelder in Höhe von 40.000 DM gab. Der Veranstalter, die Hamburger Tennisgilde, verpflichtete sieben Profis der World Championship Tennis, nämlich den Franzosen Pierre Barthès, den Südafrikaner Cliff Drysdale, die beiden Australier John Newcombe und Tony Roche, den Jugoslawen Nikola Pilić, den US-Amerikaner Marty Riessen und den Briten Roger Taylor. Dazu kam noch der kontraktlose australische Berufsspieler Mal Anderson. Bis auf Anderson und Riessen waren diese Spieler schon vorher in Hamburg angetreten.
Die inzwischen verheiratete Südafrikanerin Annette du Plooy gewann alle drei Titel, im Damendoppel mit der aus Rhodesien inzwischen nach Südafrika eingebürgerten Pat Walkden sowie im Mixed an der Seite ihres Landsmannes Frew McMillan. Bei den Herren gewann John Newcombe das Einzel, während im Doppel der Niederländer Tom Okker mit Marty Riessen erfolgreich war. Okker hatte als einziger Spieler des Turniers den Status eines Lizenzspielers. Im Herreneinzel erreichte Wilhelm Bungert wie im Vorjahr das Halbfinale.

## Preisgeld
| Herreneinzel  | Herreneinzel |
| Runde         | Preisgeld    |
| ------------- | ------------ |
| Sieg          | 10.000 DM    |
| Finale        | 5.000 DM     |
| Halbfinale    | 2.500 DM     |
| Viertelfinale | 1.250 DM     |
| Achtelfinale  | 625 DM       |

| Herrendoppel | Herrendoppel |
| Runde        | Preisgeld    |
| ------------ | ------------ |
| Sieg         | 5.000 DM     |
| Finale       | 2.500 DM     |
| Halbfinale   | 1.250 DM     |

Empfangsberechtigt waren aber nur die Berufsspieler und der Lizenzspieler Tom Okker, während die Amateurspieler nur die üblichen Spesen bekamen. Auch die Profis der World Championship Tennis, welcher vor dem Turnier bereits 10.000 DM garantiert worden war, erhielten die gewonnenen Preisgelder nicht direkt, sondern diese wurden insgesamt von dieser Organisation eingezogen, die ihre Spieler nach ihren eigenen Richtlinien entlohnte. So waren Mal Anderson und Tom Okker die einzigen Spieler, die ihr gewonnenes Preisgeld von 625 DM bzw. 3.125 DM direkt ausgezahlt bekamen. Insgesamt wurden so nur 31.250 DM des Preisgeldes ausgeschöpft.

## Ergebnisse

### Herreneinzel
|  | Finale |                |   |   |   |  |  |
|  |        |                |   |   |   |  |  |
|  |        | John Newcombe  | 6 | 6 | 6 |  |  |
|  |        | Cliff Drysdale | 3 | 2 | 4 |  |  |

### Dameneinzel
|  | Finale |                  |   |   |  |
|  |        |                  |   |   |  |
|  |        | Annette du Plooy | 6 | 7 |  |
|  |        | Judy Tegart      | 1 | 5 |  |
|  |        |                  |   |   |  |

### Herrendoppel
|  | Finale |                          |   |   |   |  |  |
|  |        |                          |   |   |   |  |  |
|  |        | Tom Okker Marty Riessen  | 6 | 6 | 7 |  |  |
|  |        | John Newcombe Tony Roche | 4 | 4 | 5 |  |  |

### Damendoppel
|  | Finale |                              |   |   |  |
|  |        |                              |   |   |  |
|  |        | Annette du Plooy Pat Walkden | 6 | 7 |  |
|  |        | Winnie Shaw Judy Tegart      | 3 | 5 |  |
|  |        |                              |   |   |  |

### Mixed
|  | Finale |                                |   |   |  |
|  |        |                                |   |   |  |
|  |        | Annette du Plooy Frew McMillan | 6 | 6 |  |
|  |        | Pat Walkden Mal Anderson       | 3 | 2 |  |
|  |        |                                |   |   |  |